# Stenostomum baracoense
Stenostomum baracoense är en måreväxtart som beskrevs av Attila L. Borhidi. Stenostomum baracoense ingår i släktet Stenostomum och familjen måreväxter. Inga underarter finns listade i Catalogue of Life.